# Азербайджанский ансамбль песни и танца имени Фикрета Амирова
Азербайджанский государственный ансамбль песни и танца имени Фикрета Амирова (азерб. Fikrət Əmirov adına Azərbaycan Dövlət Mahnı və Rəqs Ansamblı) — музыкально-хореографический коллектив из города Баку, созданный Узеиром Гаджибековым в 1938 году. С 1984 года носит имя азербайджанского композитора Фикрета Амирова. Репертуар ансамбля состоит из песен, танцев, хоровых произведений Азербайджана и народов мира.

## Деятельность
Ансамбль был создан основателем классической музыки Азербайджана Узеиром Гаджибековым в 1938 году в период, когда подобные ансамбли создавались по всему СССР.
В различное время руководителями ансамбля были азербайджанские композиторы Саид Рустамов, Джахангир Джахангиров, Васиф Адыгёзалов, Гаджи Ханмамедов, Тельман Гаджиев, Рамиз Миришли. 
13 июня 1958 года ансамблю было присвоено звание «Заслуженный коллектив». В 1984 году, после смерти композитора Фикрета Амирова, ансамблю было присвоено его имя.
С 1999 года руководителем ансамбля является народный артист Азербайджана профессор Агаверди Пашаев.
С 2000 года при ансамбле действует Азербайджанский государственный оркестр народных инструментов.
В хореографической группе ансамбля начали свой творческий путь Амина Дильбази, Туту Гамидова, Беюкага Мамедов, Роза Джалилова, Алия Рамазанова, Афаг Маликова, Камил Дадашов, Аликрам Асланов, Надир Мамедов и другие мастера танца.

## Фильмография
- «Ритмы Апшерона» (1970) — полнометражный художественно-музыкальный фильм.